# Circonscription de Yarra
Pour les articles homonymes, voir Yarra.

La circonscription de Yarra était une circonscription électorale australienne dans la banlieue est de Melbourne au Victoria. La circonscription avait été créée en 1901 et était l'une des 75 circonscriptions de la première élection fédérale et a été supprimée le 21 novembre 1968. 
Elle portait le nom du fleuve Yarra, qui à l'origine formait la limite est de la circonscription et finalement la traversait. Elle couvrait à l'origine les quartiers d'Abbotsford, Collingwood, Richmond et une partie de Fitzroy. Au moment où elle a été supprimée, en 1969, elle ne couvrait plus qu'Abbotsford et Fitzroy, mais incluait Burnley et Hawthorn.
Au cours de son existence, la circonscription a été occupée par quatre députés travaillistes : Frank Tudor, un leader du Parti travailliste, James Scullin, le neuvième premier ministre d'Australie ; Stan Keon, qui a joué un rôle important dans l'éclatement du parti travailliste en ALP-DLP en 1955 et Jim Cairns, un ancien vice-premier ministre.

## Députés
| Nom           | Parti           | Période de mandat |
| ------------- | --------------- | ----------------- |
| Frank Tudor   | Travailliste    | 1901–1922         |
| James Scullin | Travailliste    | 1922–1949         |
| Stan Keon     | Travailliste    | 1949–1955         |
| Stan Keon     | Anti-communiste | 1955–1955         |
| Jim Cairns    | Travailliste    | 1955–1969         |